# Jacob van Heemskerck (1906)
Якоб ван Хемскерк (нід.Hr.Ms. Jacob van Heemskerck)  єдиний свого типу  броненосець берегової оборони  (офіційно «pantserschip», «броньований кораблель») Королівського флоту Нідерландів, побудований Rijkswerf в Амстердамі. Названий на честь нідерландського флотоводця та дослідника.

## Конструкція
```
Корабель являє собою дещо покращенний проєкт попереднього броненосця «Мартін Гарпертсон Тромп» з дещо зменшиними розмірами та додатковими двома 150 мм. гарматами. У цілому є представником лінії нідерландських броненосців берегової оборони, розпочатоє 
типом «Еверстен»
.
```

## Історія служби
У церемонії спуска корабля на воду, яка відбулася 22 вересня 1906 р взяв участь принц-консорт Генрік Нідерландський. 1908 року корабель спільно з двома захищеними крейсерами типу «Голланд» Friesland та Gelderland були направлені для блокади узбережжя Венесуелли післярішення президента цієї держави Кастро припити торгівлю з нідерландським володінням Кюрасао.
16 травня 1910 корабель доставив Генріка Нідерландського  з Еймьойдену до  Ширнесу задля участі останнього у церемонії похорону короля Об'єднаного Королівства Едуарда VII. Впродовж останньої частини подорожі корабель ескортували п'ять британських міноносців
Пізніше того ж року король Бельгії Альберт I та його дружина здійснили державний візити до Нідерландів. У ході візиту вони відвідали Єй (головна водна артерія Амстердаму) де  Jacob van Heemskerck, Friesland, броненосці берегової оборони Evertsen та Piet Hein, підводний човен O 1 та інші нідердандські військові кораблі салютували їм. Королівська родина відвідала van Heemskerck.
24 липня корабель вийшов з порту Ден-Гелдер для участі у коронаційному військово-морському параді Георга V у Спідгеді 27 липня.
17 травня 1917 року корабель, разом з люгером Zorg en Vlijt підібрав екіпажі люгерів Mercurius та Jacoba, які були захоплені а пізніше потоплені німецьким підводним човном  за 50 морських миль від узбережжя Еймьойдену.

### Друга світова війна
У зв'язку з загостренням міжнародної ситуації перед наближенням Другої світової війни корабель повернули у стрій як стаціонарну плавучу батарею під ім'ям Batterijschip IJmuiden, повторно включений до складу флоту 19 квітня 1939 року. Розташовувалася у Еймьойдені. після початку німецького вторгнення 14 травня 1940 року батарея була потоплена екіпажем для того, щоб не потрапити у руки ворога.
Тим не менш німці підняли корабель 16 липня 1940 року та відбуксирували його до Кілю у березні 1941. Там корабель перебудували у плавучу зенітну батарею на Howaldtswerke та перейменували на Undine.
Після війни її відшукали у After the war she was found back in Вільгельмсгафені та повернули у Нідерланди.
На Rijkswerf в Амстердамі корабель знову перебудували, цього разу у плавучу казарму.  У цій якості судно було включене до складу флоту 23 березня 1948 року під ім'ям Neptunus. Виконувало відповідні  функції до  13 вересня 1974 року. 4 жовтня того ж року було виключене зі складу флоту. Корпус корабля зберігся донині.